# Calytrix gurulmundensis
Calytrix gurulmundensis är en myrtenväxtart som beskrevs av Lyndley Alan Craven. Calytrix gurulmundensis ingår i släktet Calytrix och familjen myrtenväxter. Inga underarter finns listade i Catalogue of Life.